# Дін Семлер
Дін Семлер (англ. Dean Semler) — австралійський оператор і режисер.

## Біографія
Народився у 1943 році в Ренмарку, Південна Австралія.
На початку кар'єри працював оператором на місцевій телевізійній станції. Пізніше став знімати документальні і навчальні фільми для організації «Фільми Австралії». Дебютував у великому кіно роботою над фільмом «Moving On» (1974). В середині 1970-х Дін був оператором таких картин як «A Steam Train Passes» (1974), «Let the Balloon Go» (1976), «A Good Thing Going» (1978) та інші.
Серед робіт у кіно пізнішого періоду, можна назвати такі як «Шалений Макс 2» (1981), «Молоді стрільці» (1988), «Танці з вовками» (1990), «Останній кіногерой» (1993), «Супербрати Маріо» (1993), «Водний світ» (1995), «На риболовлю» (1997), «Серцеїдки» (2001), «Три ікси» (2002), «Стелс» (2005), «Божевільне побачення» (2010) та інші.
В 1991 році отримав премію «Оскар» у номінації «найкращий оператор» за роботу над фільмом «Танці з вовками» (1990).

## Фільмографія

### Оператор
- 1981 — Обман / Hoodwink
- 1981 — Шалений Макс 2 / Mad Max 2
- 1983 — Повернення до Едему / Return to Eden
- 1984 — Рейзорбек / Razorback
- 1985 — Шалений Макс 3 / Mad Max Beyond Thunderdome
- 1985 — Хлопець з фірми «Кока-Кола» / The Coca-Cola Kid
- 1988 — Коктейль / Cocktail
- 1988 — Молоді стрільці / Young Guns
- 1989 — Мертвий штиль / Dead Calm
- 1989 — К-9 / K-9
- 1990 — Імпульс / Impulse
- 1990 — Молоді стрільці 2 / Young Guns II
- 1990 — Той, що танцює з вовками / Dances with Wolves
- 1991 — Міські піжони / Dances with Wolves
- 1992 — Сила особистості / The Power of One
- 1993 — Супербрати Маріо / Super Mario Bros.
- 1993 — Останній кіногерой / Last Action Hero
- 1993 — Три мушкетери / The Three Musketeers
- 1994 — Ковбойський шлях / The Cowboy Way
- 1995 — Водний світ / Waterworld
- 1997 — На риболовлю / Gone Fishin'
- 1999 — Колекціонер кісток / The Bone Collector
- 2000 — Божевільний професор 2: Сім'я Клампів / Nutty Professor II: The Klumps
- 2001 — Серцеїдки / Heartbreakers
- 2002 — Детоксикація / D-Tox
- 2002 — Бабка / Dragonfly
- 2002 — Ми були солдатами / We Were Soldiers
- 2002 — Три ікси / xXx
- 2003 — Брюс Всемогутній / Bruce Almighty
- 2004 — Форт Аламо / The Alamo
- 2005 — Все або нічого / The Longest Yard
- 2005 — Стелс / Stealth
- 2006 — Поцілунок на щастя / Just My Luck
- 2006 — Клік: З пультом по життю / Click
- 2006 — Апокаліпто / Apocalypto
- 2007 — Чак і Ларрі: Запальні молодята / I Now Pronounce You Chuck and Larry
- 2008 — Будь кмітливим / Get Smart
- 2009 — 2012 / 2012
- 2010 — Божевільне побачення / Date Night
- 2010 — Чемпіон / Secretariat
- 2011 — У краю крові та меду / In the Land of Blood and Honey
- 2012 — Обережно! Предки в хаті / Parental Guidance
- 2013 — Гранд реванш / Grudge Match
- 2014 — Чаклунка / Maleficent
- 2015 — Шопо-коп 2 / Paul Blart: Mall Cop 2
- 2015 — Останній мисливець на відьом / The Last Witch Hunter
- 2015 — Безглузда шістка / The Ridiculous 6
- 2016 — Перезавантаження / The Do-Over
- 2017 — Сенді Векслер / Sandy Wexler
- 2019 — Ігри з вогнем / Playing with Fire

### Режисер
- 1998 — Вогняний шторм / Firestorm
- 1998 — Патріот / The Patriot